# Église Notre-Dame-de-l'Espérance d'Ivry-sur-Seine
Pour les articles homonymes, voir Église Notre-Dame-d'Espérance.
L'église Église Notre-Dame-de-l'Espérance est une église catholique située rue Paul-Bert à Ivry-sur-Seine, dans le département français du Val-de-Marne.

## Historique
En 1911, l'abbé Joseph Garin construit un centre religieux avec une chapelle de secours puis quelques bâtiments pour différentes œuvres de christianisation et de charité. En 1924, un premier clocher est édifié, et l'édifice devient église paroissiale en 1928. Trois ans plus tard, l'architecte Yves Courcoux l'agrandit en y ajoutant un narthex, un bas-côté, une crypte, et un nouveau clocher de type campanile italien.
Mademoiselle Marie (Marie-Alexandrine-Adèle) Roland-Gosselin a financé cette église.

## Description
Les vitraux, réalisés en 1925, 1927 et 1931, sont l'œuvre du maître verrier Raphaël Lardeur.

### Articles liés
- Église Saint-Pierre-Saint-Paul d'Ivry-sur-Seine
- Église Saint-Jean-Baptiste du Plateau
- Église Sainte-Croix d'Ivry-Port
- Diocèse de Créteil
- Alexandre Roland-Gosselin